# Philonotis heleniana
Philonotis heleniana är en bladmossart som beskrevs av Theodor Carl Karl Julius Herzog 1910. Philonotis heleniana ingår i släktet källmossor, och familjen Bartramiaceae. Inga underarter finns listade i Catalogue of Life.